# 1952 (szám)
Az 1952 (római számmal: MCMLII) az 1951 és 1953 között található természetes szám.

## A matematikában
A tízes számrendszerbeli 1952-es a kettes számrendszerben 11110100000, a nyolcas számrendszerben 3640, a tizenhatos számrendszerben 7A0 alakban írható fel.
Az 1952 páros szám, összetett szám. Kanonikus alakja 25 · 611, normálalakban az 1,952 · 103 szorzattal írható fel. Tizenkét osztója van a természetes számok halmazán, ezek növekvő sorrendben: 1, 2, 4, 8, 16, 32, 61, 122, 244, 488, 976 és 1952.
Az 1952 két szám valódiosztóösszeg-függvényeként áll elő, ezek a 3898 és az 1951².